# Zapotal (Santa Elena)
Zapotal (Santa Elena)  es una comuna que está ubicada en el litoral ecuatoriano de la provincia de Santa Elena, dentro del cantón Santa Elena, que es la capital de la provincia del mismo nombre y por donde pasa la autopista Guayaquil – Salinas. La comuna está ubicado a 100 km de la ciudad de Guayaquil.

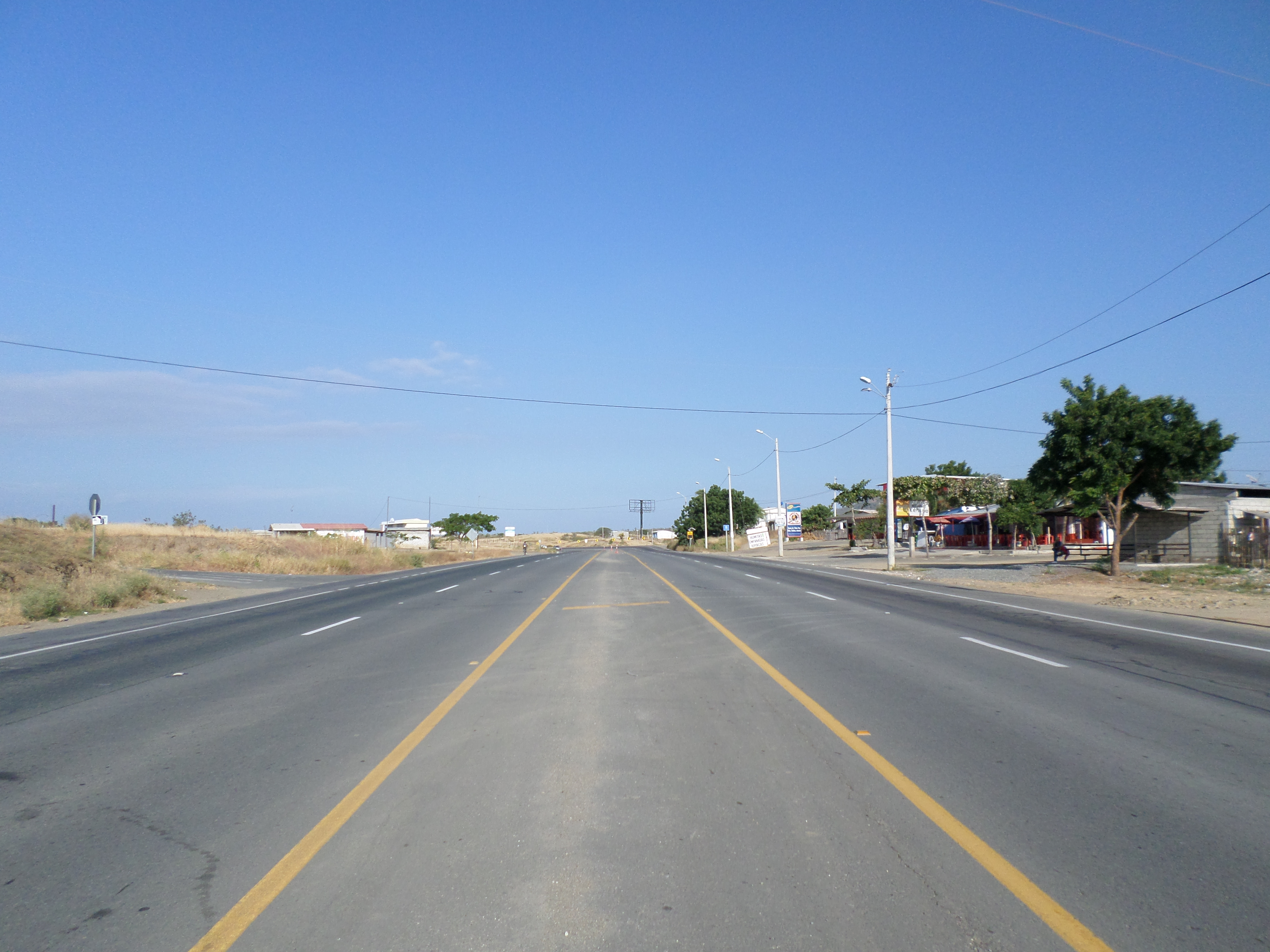
Vía Guayaquil - Salinas pasando por Zapotal

## Historia
La Comuna Zapotal, se fundó con 56 ciudadanos el 19 de marzo de 1949. Adquirió la personería jurídica el 20 de julio de 1950. Es una de las comunas de la parroquia Chanduy  más activa que ha tenido a través de la historia. Su ubicación en el territorio chanduyense, se encuentra dentro del  título conocido como de Angomala y parte de la Aguada de Sumulsán. Su población asentada en una planicie le ha permitido desarrollarse y estar acorde al progreso tecnológico contemporáneo.
En su loma o cerro que se encuentra a un costado de la población y que hoy, más por decisión política se encuentra el desvío de la carretera principal, está siendo habitada, lugar donde se ha encontrado ciertas huellas aborígenes, que demuestra que hace muchos años atrás, ya había gente que moraban en territorio zapotaleño,  quienes con seguridad, aprovechaban la cercanía de la montaña, rica en animales silvestres y aves comestibles que servían para el sustento diario de sus familias.

Los pobladores de Zapotal, fueron muy entusiasta en la formación de la Sociedad Obrera Democrática de Chanduy,  institución matriz de las comunas chanduyenses.  Este recinto viene a tomar un desarrollo vertiginoso, al pasar en medio de comunidad, la carretera Guayaquil – Salinas. Vía que le otorgó un desarrollo comercial y por ende económico a la población de Zapotal. 
TOPONIMIA

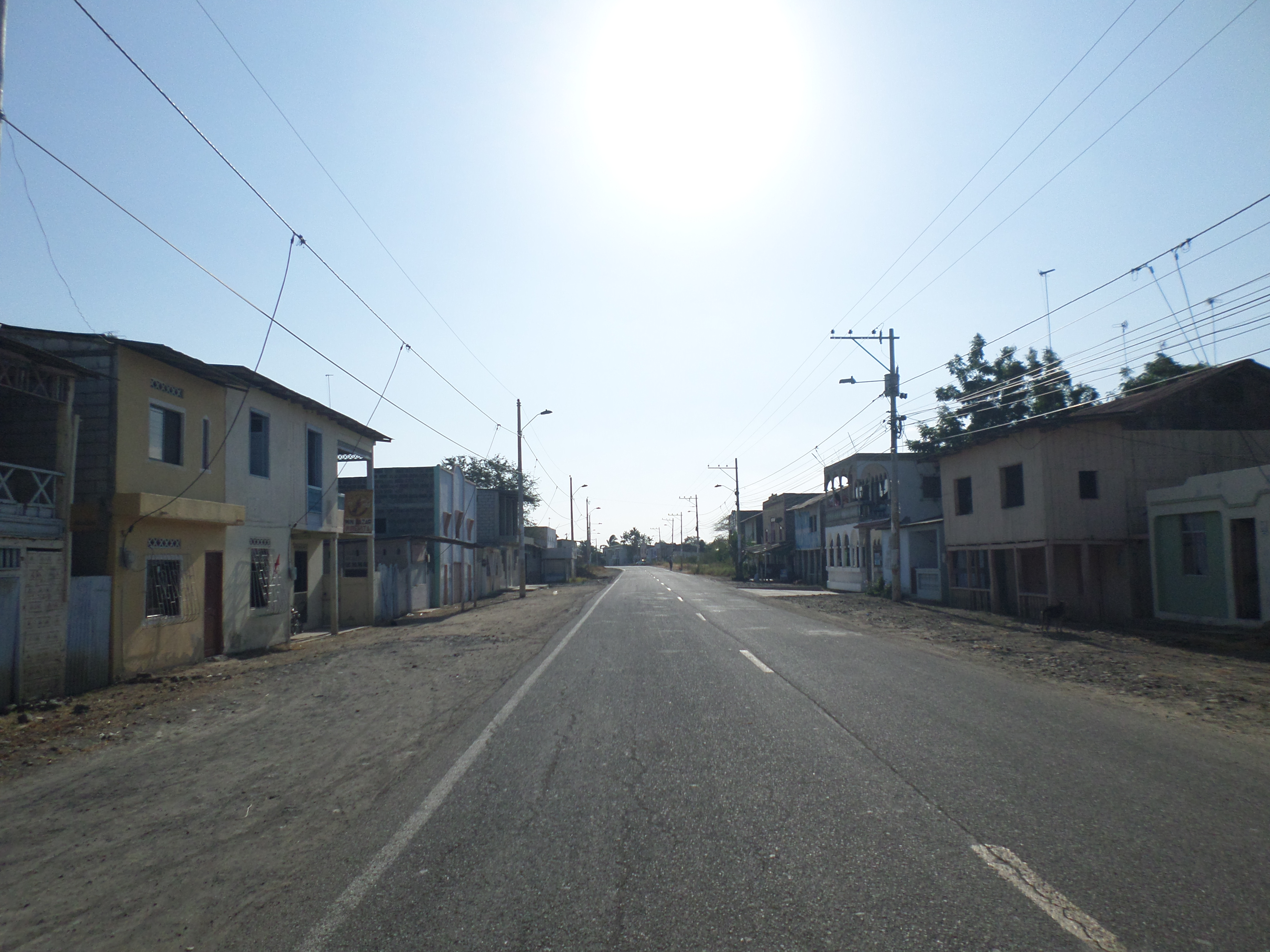
Calle principal vista desde la iglesia

Su nombre se deriva por la abundancia de árboles de un conocido fruto, no comestible, llamado con el nombre de “zapote de perro”, aquello, fue lo que a sus primeros pobladores eligieran el nombre “Zapotal”. Nombre muy popular en su tiempo en la Costa, porque era paso obligado a los demás pueblos que se encuentran en el perfil peninsular.
ZAPOTAL Y SU ETAPA COMUNAL:
Una vez organizados los comunes de este recinto, y tras duras rencillas con los miembros (en aquel entonces) de la Sociedad Obrera Democrática de Chanduy,  deciden formar su propia organización comunal. Bien podríamos decir, un poco atrasados, ya que algunos recintos perteneciente a la parroquia Chanduy, ya se habían constituidos en Comunas. Esto sucedió, porque los representantes de Zapotal, siempre estaban integrando el directorio de la Sociedad Obrera Democrática de Chanduy.

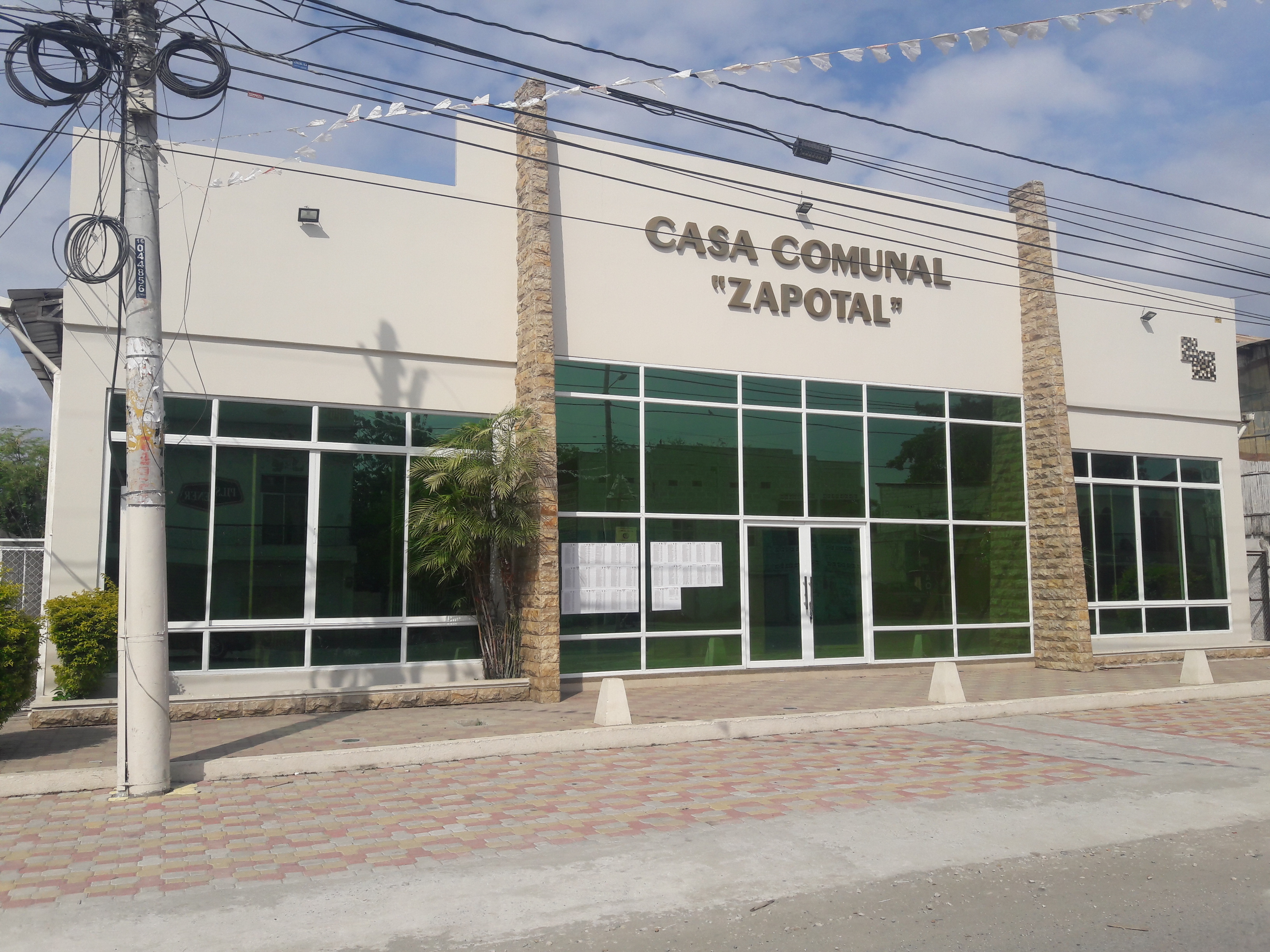
Casa Comunal de Zapotal

Las discrepancias  con la institución de la parroquia,  llevaron para los habitantes de este recinto, se convoquen y el 20 de julio de 1950, fundan la comuna de Zapotal,  cuyos primeros dirigentes son los que a continuación detallamos:
PRESIDENTE:                                         Alcides Mateo Reyes.
VICEPRESIDENTE:                                Sebastián Rodríguez Ballesteros.
SECRETARIO:                                        Baltazar Reyes Quirumbay.
TESORERO:                                            Jacinto Rodríguez Ramírez.
SINDICO:                                                Reinaldo Mazzini.
Tan entusiastas han sido los habitantes de este recinto, que de su seno salió el mentalizador para crear y fundar la Federación de Comunas del Guayas,  obrándose con toda justicia, para que el primer representante de todas las Comunas del Guayas, sea el señor Augusto Enrique Gómez Granja, comunero de Zapotal y Primer Presidente de la Federación de Comunas del Guayas.
También funciona una Escuela Particular de nombre “Zapotal” y un colegio Particular Católico “Zapotal”,  plantel dirigido por el clérigo del lugar.
La juventud mezclada con la experiencia en esta comunidad, han constituido cinco clubes deportivos,  entre los que sobresalen  El Everton e Independiente, por ser los pioneros y quienes le han dado mayor lustre al deporte en este recinto chanduyense.
Hoy también surgen las instituciones deportivas Uruguay, Los Pumas y Los Halcones.  El Club Everton, durante algunos años, tuvo la preparación de grupos de niños y jóvenes atletas, que participaron a nivel cantonal, provincial e inclusive a nivel internacional, logrando algunos sonados triunfos, que le llevó a que se lo conozca con el mote “Los Corre Chivos”.
Esta Comuna ha recibido el aporte valioso de La Escuela Superior Politécnica del Litoral (ESPOL), que le brinda el conocimiento tecnológico en el desarrollo agrícola, como es en la siembra y producción de espárrago, producto de exportación que se cosecha en una pequeña parte de su territorio, ya que la comuna Zapotal posee aproximadamente 12400 hectáreas, recinto que hace linderación con las comunas de El Azúcar,  San Rafael, Tugaduaja, Villingota y Sacachún.

## Flora

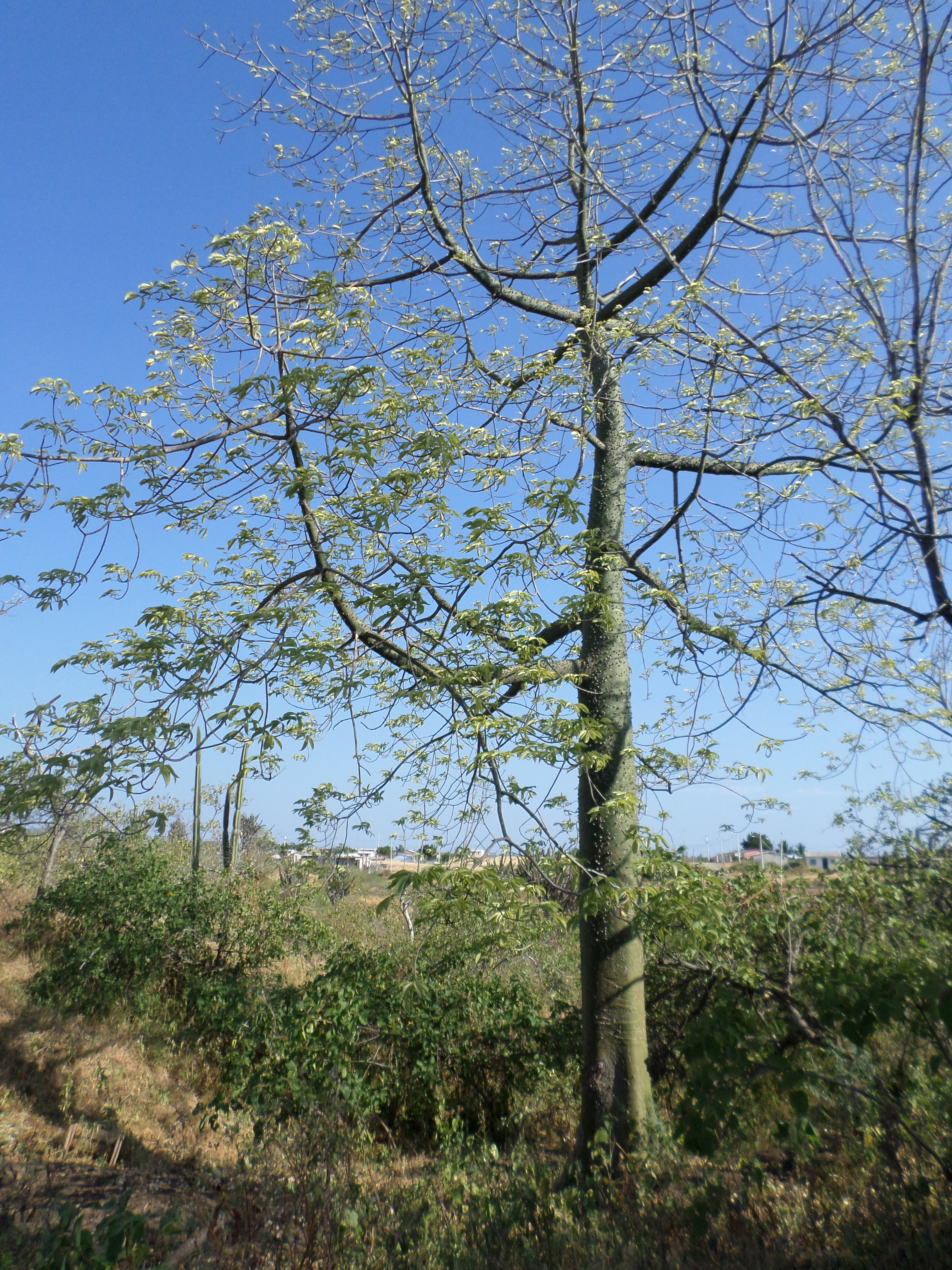
Ceibo (Ceiba trichistandra), árbol típico del bosque tropical seco.
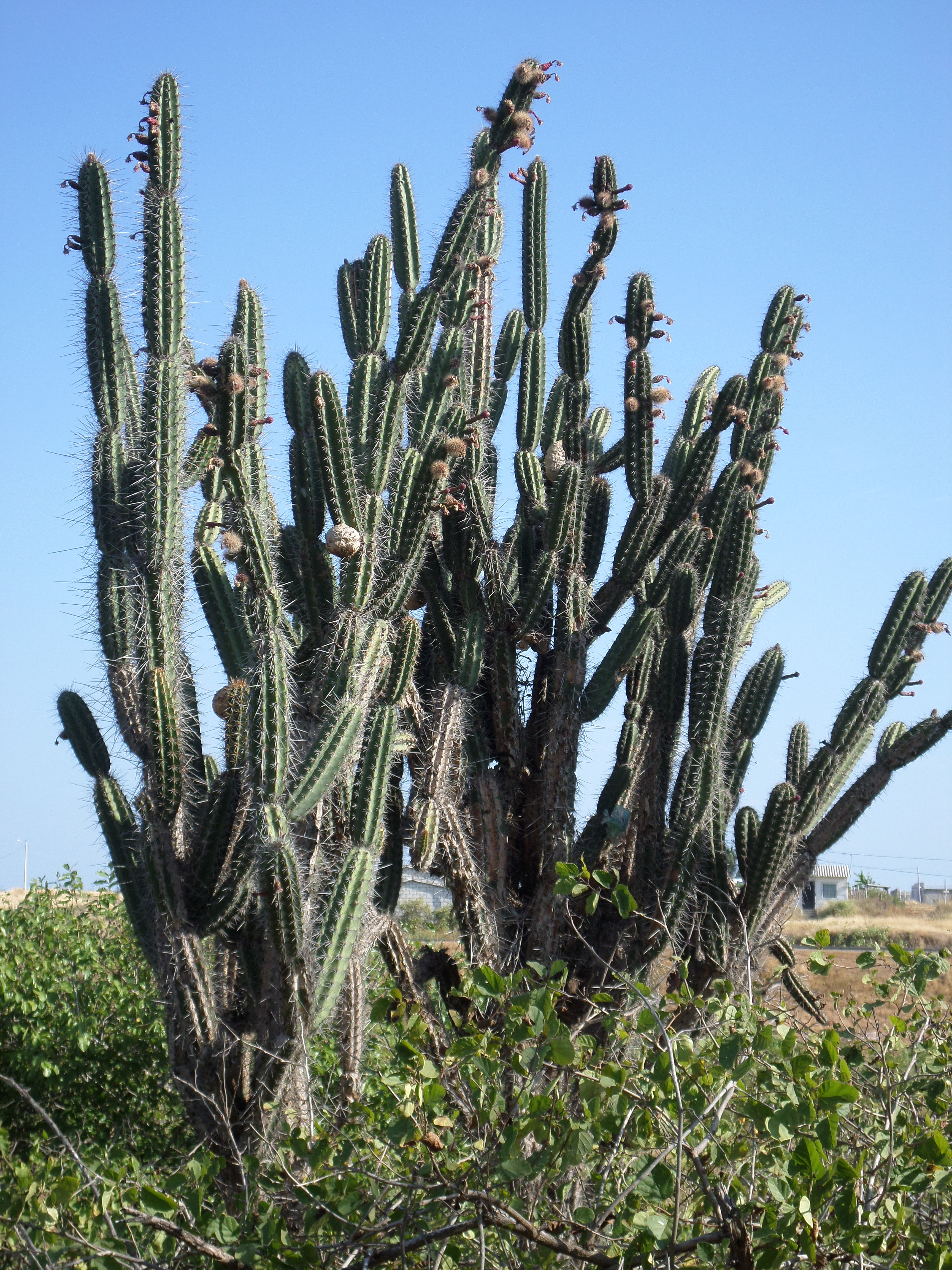
Cactus, típico de clima seco de la zona
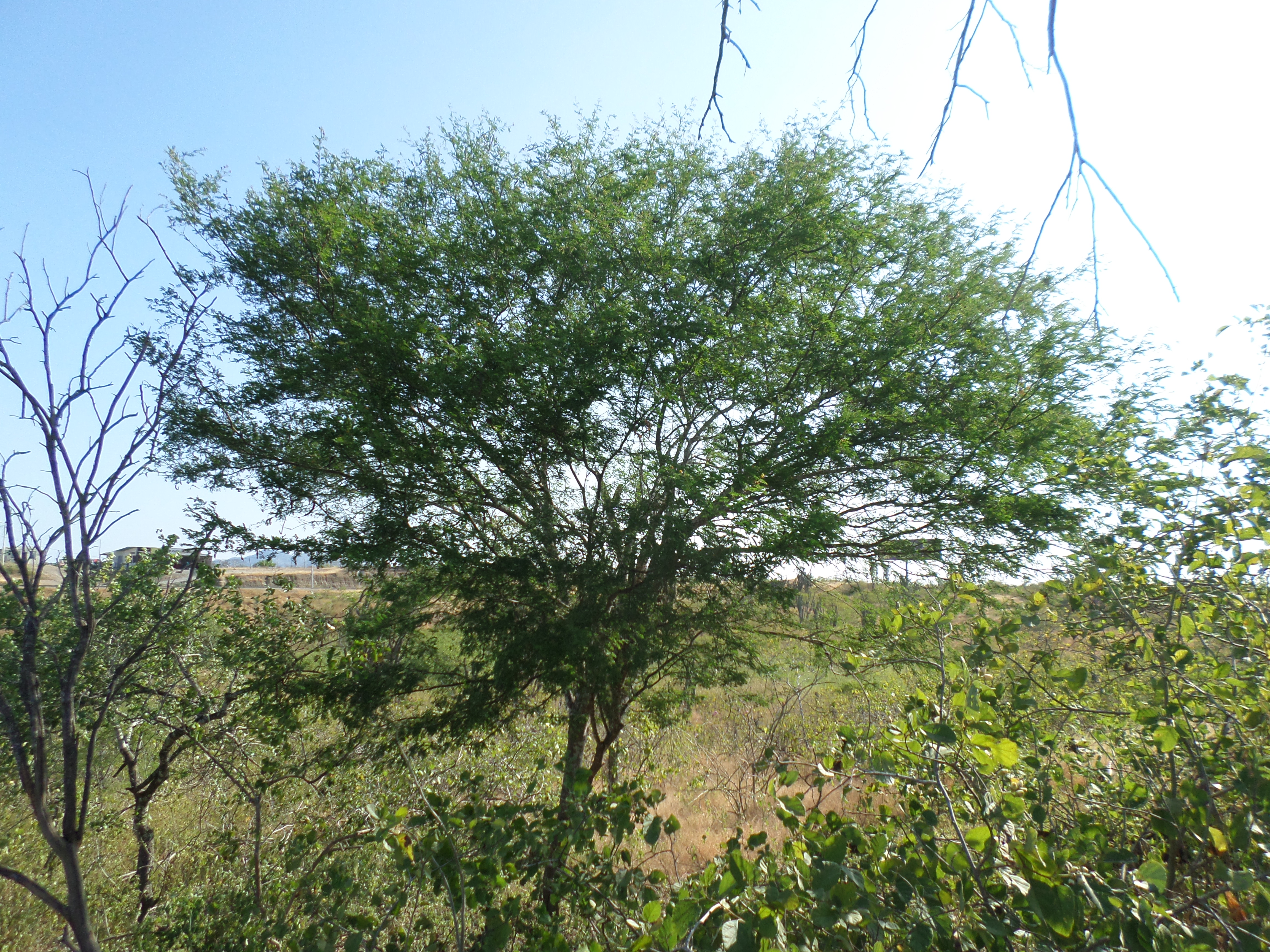
Árbol de cascol (Caesalpinia glabrata)

## Zapotal y su Educación
Dado su densidad poblacional, Zapotal no puede quedarse estático mirando absorto el progreso que todo pueblo requiere, razón por la cual, hoy cuenta con cuatro centros de educación,  teniendo a la Escuela “Vicente Rocafuerte”,  como la pionera en el aprendizaje de las primeras letras a los hijos de esta noble comunidad.  Pues, para orgullo de sus habitantes, este mismo centro de Educación Primaria,  hoy en día,  en la mañana recibe a los infantes primarios, para en la tarde, convertirse en un Colegio Vespertino Fiscal Municipal,  porque sus catedráticos son contratados por el municipio santaelenense.

## Zapotal y la Religión

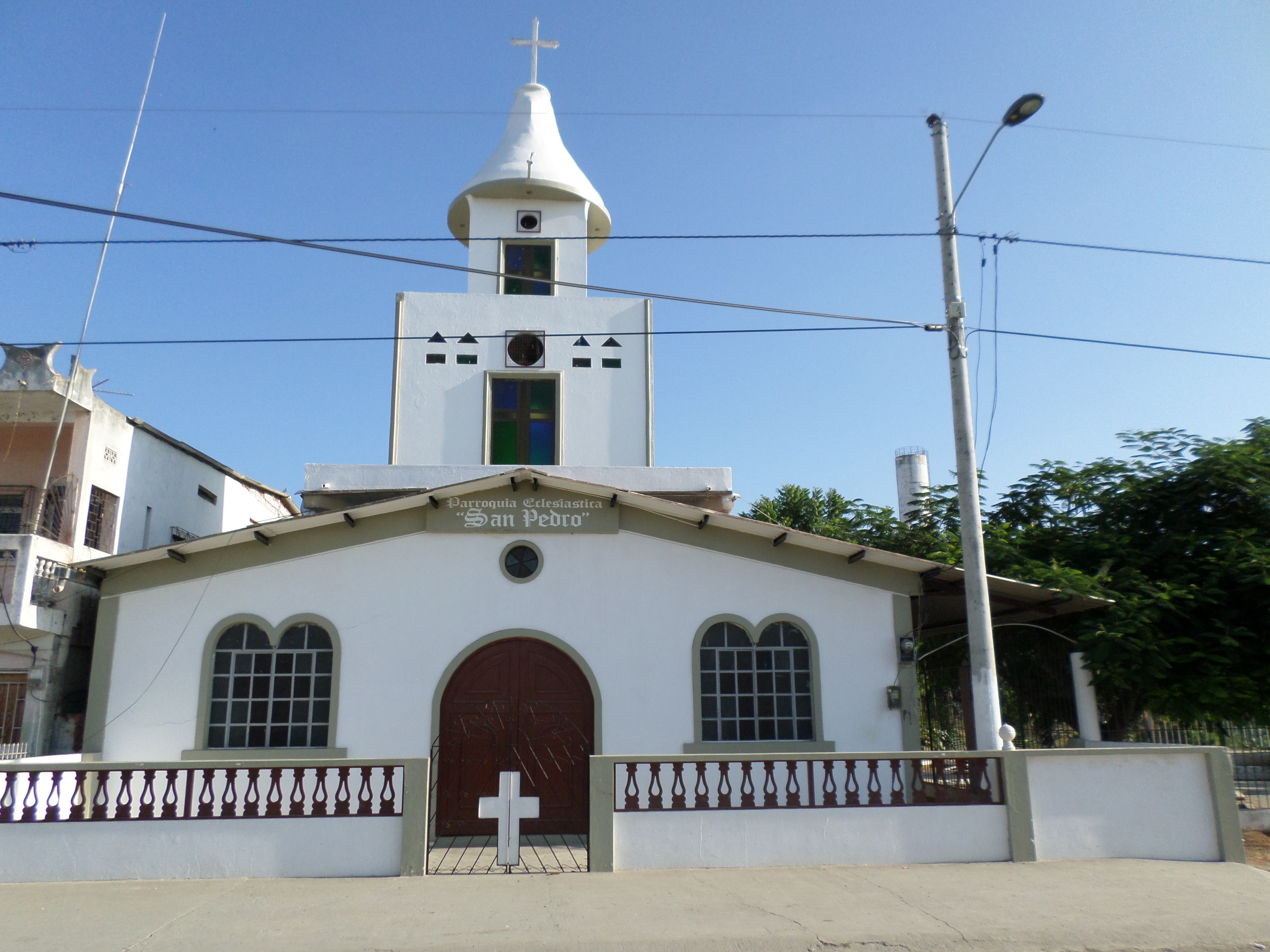
Iglesia Eclesiástica de San Pedro

Tócale también a esta comunidad en el aspecto religioso, una primicia que le da realce a su historia de pueblo. Pues, este fue el primer recinto de la parroquia Chanduy, en celebrar una fiesta religiosa en honor a San Pedro, Patrono del lugar,  ya que como es de conocimiento general, sólo en la cabecera parroquial se llevaban a efecto actos religiosos. Pero fue don Alberto Ayala, prioste o mayordomo de dicha efigie que llevó al sacerdote de la parroquia Chanduy y le realizó la homilía a San Pedro en la Iglesia de Zapotal. Es decir, un hijo de este pueblo “rompió” la tradición o costumbre religiosa en esta parte de la Península de Santa Elena.

## Sus Habitantes
Esta comuna, que es parte de la Parroquia Chanduy, tiene su estatus de comuna como otros varios pueblos principalmente agrícolas y pesqueros de la zona costera del Ecuador, es administrada por los pobladores de manera cooperativa.
La población aproximada supera los 2500 habitantes, las actividades más difundidas en el ámbito comunal son aquellas referentes al cultivo y ganadería. Aunque existe una difusión y variedad relativamente amplia de cultivo: maíz, banano, cebolla, pimiento, etc. y varios tipos de ganado, en la comunidad esta actividad no pueden realizarse a una escala mayor debido a una severa limitación de recursos productivos.
La migración de las personas de su comuna a las grandes ciudades como Guayaquil y Santa Elena esta por el  50%, en busca de un sustento económico adicional a su actividad productiva en la zona.
Por otro lado,  la cosecha de maíz ha cambiado la vida de los comuneros de Zapotal de un Proyecto Integral para el Desarrollo Agrícola, Ambiental y Social de forma Sostenible del Ecuador (Pidaassae) del MAGAP realizado en el año 2012. Esto ha permitido que los ingresos de los comuneros hayan mejorado.

## Gastronomía

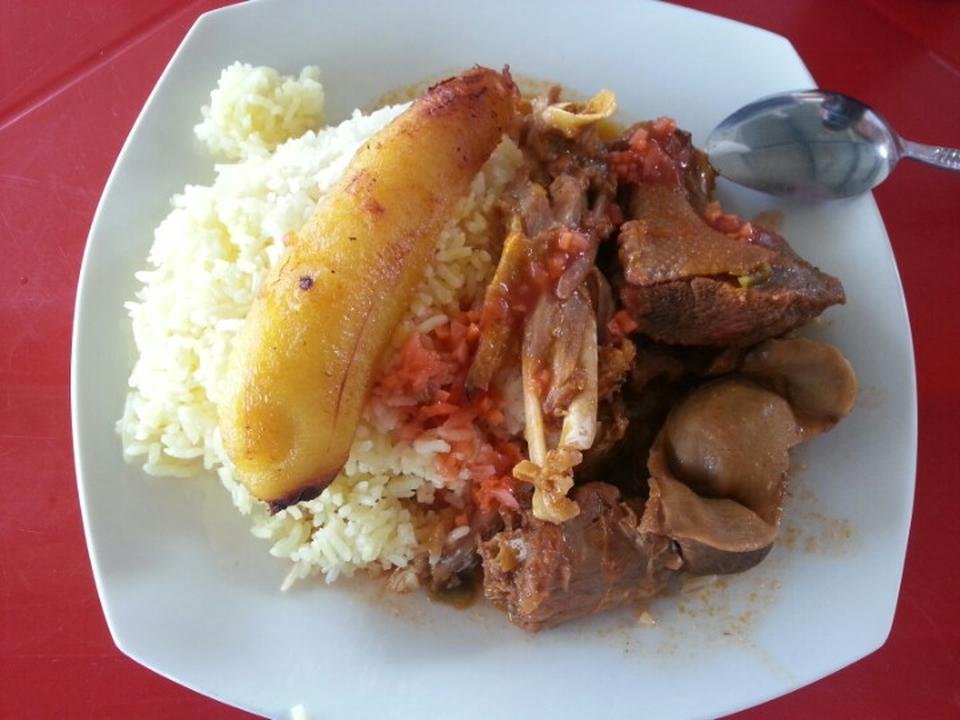
Seco de chivo, plato especialidad de Zapotal

Zapotal cuenta con muchos lugares para comer, como restaurantes especializados en:
- Gastronomía de la costa ecuatoriana
- El Seco de chivo, especialidad de la comuna[5]
- Ricas humitas

Los dulces tales como:
- Chocolatines, cocadas, amor con hambre y el tan apetecido alfajor.